# Список воевод России в 1604 году
Царствование: 1598—1605 — Борис Фёдорович Годунов
| Воеводы городов | Воеводы городов    | Воеводы городов                      | Воеводы городов         |
| Года            | Город              | Ф,И,О воеводы                        | Примечания              |
| --------------- | ------------------ | ------------------------------------ | ----------------------- |
| 1603-1605       | Берёзов            | Татев Фёдор Андреевич                |                         |
| 1604            | Белый              | Морозов Иван Васильевич              |                         |
| 1603-1605       | Верхотурье         | Плещеев Неудача Астафьевич           |                         |
| 1603-1605       | Двинская область   | Лазарев Тимофей Матвеевич            |                         |
| 1603-1605       | Туруханск          | Булгаков Фёдор Юрьевич               | В другом акте: Булдаков |
| 1601-1614       | Нарымский острог   | Хлопов Мирон Тимофеевич              |                         |
| 1602-1604       | Новгород Великий   | Буйносов-Ростовский Василий Иванович | Боярин                  |
| 1604            | Новгород-Северский | Полтев Андрей Михайлович             |                         |
| 1604            | Новгород-Северский | Барятинский Михаил Петрович          |                         |
| 1603-1605       | Пелымский острог   | Зюзин Алексей Иванович               |                         |
| 1603-1605       | Смоленск           | Черкасский Василий Корданукович      | Боярин                  |
| 1603-1605       | Сургут             | Головин Фёдор Васильевич             |                         |
| 1603-1605       | Тарский острог     | Сонцев-Засекин Иван Андреевич        |                         |
| 1604            | Тихвин             | Тушин Роман Андреевич                |                         |
| 1603-1605       | Тобольск           | Голицын Андрей Васильевич            |                         |
| 1602-1614       | Томск              | Волынский Василий Васильевич         |                         |
| 1600-1605       | Туринск            | Лихарев Иван                         | Голова                  |
| 1600-1605       | Тюмень             | Замыцкий Андрей Васильевич           |                         |

| Воеводы по полкам  | Воеводы по полкам | Воеводы по полкам |
| Наименование полка | Ф,И,О воеводы     | Примечания        |
| ------------------ | ----------------- | ----------------- |
| Государев полк     |                   |                   |
| Большой полк       |                   |                   |
| Передовой полк     |                   |                   |
| Сторожевой полк    |                   |                   |
| Полк правой руки   |                   |                   |
| Полк левой руки    |                   |                   |